# Selfoss (vattenfall)

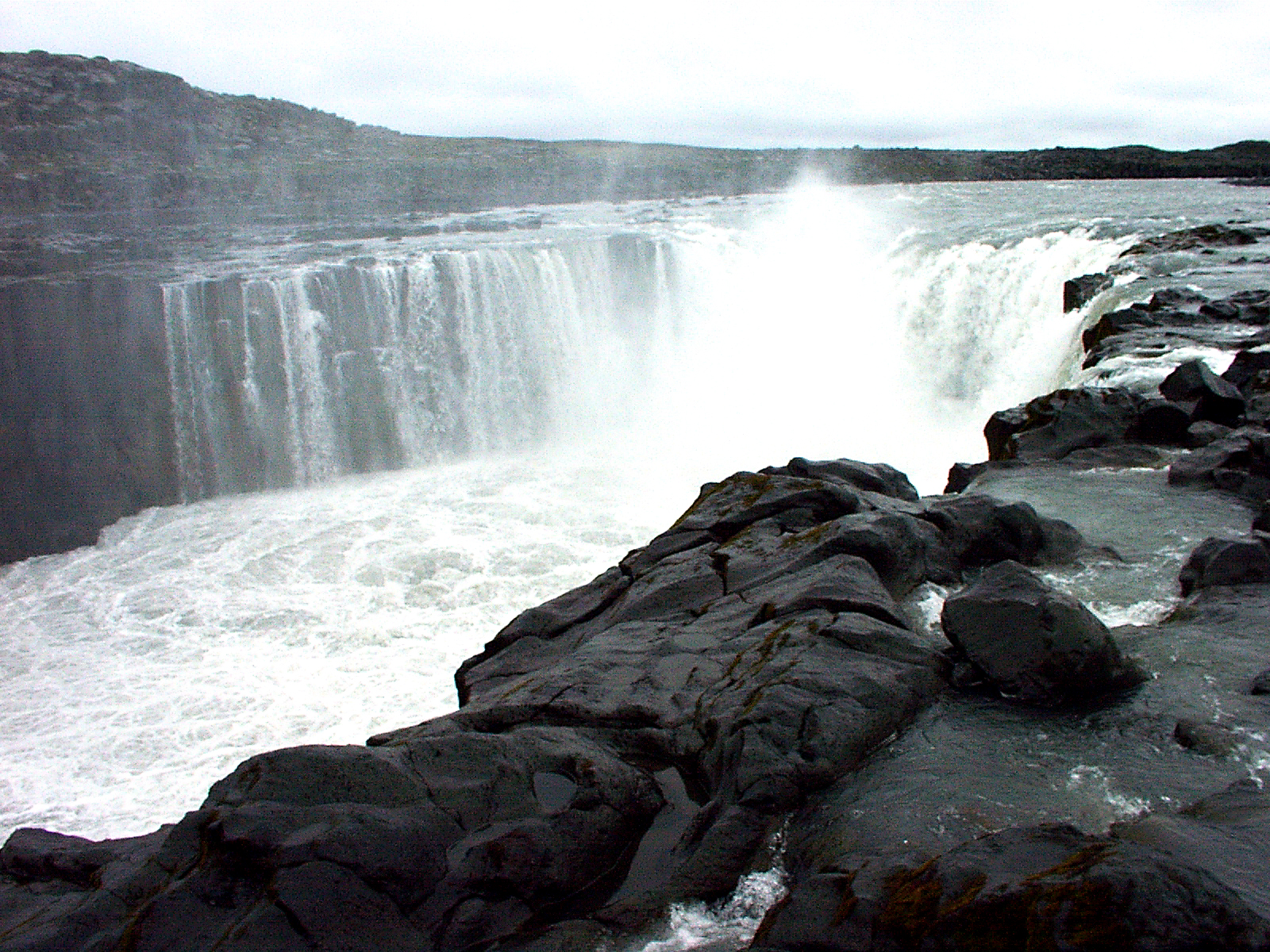
Vattenfallet Selfoss

Selfoss är ett vattenfall på norra Island, där floden Jökulsá á Fjöllum rinner igenom. Vattenfallet ligger cirka 30 kilometer före flodens utlopp i Arktiska havet. Selfoss är hästskoformat och 11 meter högt. Det ligger i Vatnajökulls nationalpark.
Selfoss är det första av flera stora vattenfall i Jökulsá á Fjöllum. 1-2 km längre ner i floden kommer Dettifoss, Islands största vattenfall, och därefter kommer Hafragilsfoss.